# 三角形半無限邊形鑲嵌
三角形半無限邊形鑲嵌（trigonal hemiapeirogonal tesselation）是一種平面鑲嵌圖，由三角形和無限邊形組成。其外觀與截半六邊形鑲嵌相似，差別在於截半六邊形鑲嵌有三角形面和六邊形面，而三角形半無限邊形在外觀上僅有三角形面，剩餘的六邊形為孔洞。這個幾何結構可以視為半多面體的一種廣義的形式。

## 性質
三角形半無限邊形鑲嵌與擬正半多面體類似，可以視為一種退化的半多面體，構造自截半六邊形鑲嵌，並取其中的三角形面和作為半球面的無限邊形面構成。

截半六邊形鑲嵌
三角形半無限邊形鑲嵌

三角形半無限邊形鑲嵌由正三角形和無限邊形組成，每個頂點都是2個三角形和2個無限邊形的公共頂點，並且以無限邊形、三角形、無限邊形、反向相接的三角形的方式排列，在頂點布局中可以用∞, 3, ∞, 3/2來表示。

### 頂點座標
三角形半無限邊形鑲嵌與截半六邊形鑲嵌共用相同的頂點座標。若對應的三角形半無限邊形鑲嵌邊長為單位長，則對應的頂點座標可以透過截半六邊形鑲嵌的對稱性推出。對任意整數{\displaystyle \mathrm {i} }和{\displaystyle \mathrm {j} }，三角形半無限邊形鑲嵌的頂點座標可以表示為：
{\displaystyle \left({\sqrt {3}}\mathrm {i} ,\,\mathrm {i} +2\mathrm {j} +1\right)}
{\displaystyle \left({\sqrt {3}}\mathrm {i} +{\frac {\sqrt {3}}{2}},\,\mathrm {j} +{\frac {1}{2}}\right)}

## 雙三角形半無限邊形鑲嵌
有另一種由三角形與無限邊形構成的平面鑲嵌圖稱為雙三角形半無限邊形鑲嵌（ditrigonary trigonal hemiapeirogonal tesselation）。這種鑲嵌圖的外觀與三角形鑲嵌類似，但交錯地缺少了部分的三角形，因此又稱交錯三角形鑲嵌（alternate triangular tiling）。

### 性質
雙三角形半無限邊形鑲嵌與擬正半多面體類似，可以視為一種退化的半多面體，構造自施萊夫利符號計為h{6,3}的三角形鑲嵌，並從這種鑲嵌中的兩種面——原始三角形面或h{6,3}變換結果的三角形面中取其中以種三角形面和作為半球面的無限邊形面構成。

h{6,3}
取其中一種三角形面構成的雙三角形半無限邊形鑲嵌
取另種三角形面構成的雙三角形半無限邊形鑲嵌

雙三角形半無限邊形鑲嵌每個頂點都是3個三角形和3個無限邊形的公共頂點。特別地，由於雙三角形半無限邊形鑲嵌的頂點圖環繞頂點2次，因此這個頂點圖在頂點布局符號中要使用除以二的符號來表示：(∞, 3, ∞, 3, ∞, 3 ) / 2，亦可以表示為[(3,∞)3]/2或[(3/2,∞)3] 。

## 相關多面體與鑲嵌
三角形半無限邊形鑲嵌與截半六邊形鑲嵌和六邊形半無限邊形鑲嵌共用相同的頂點排列。

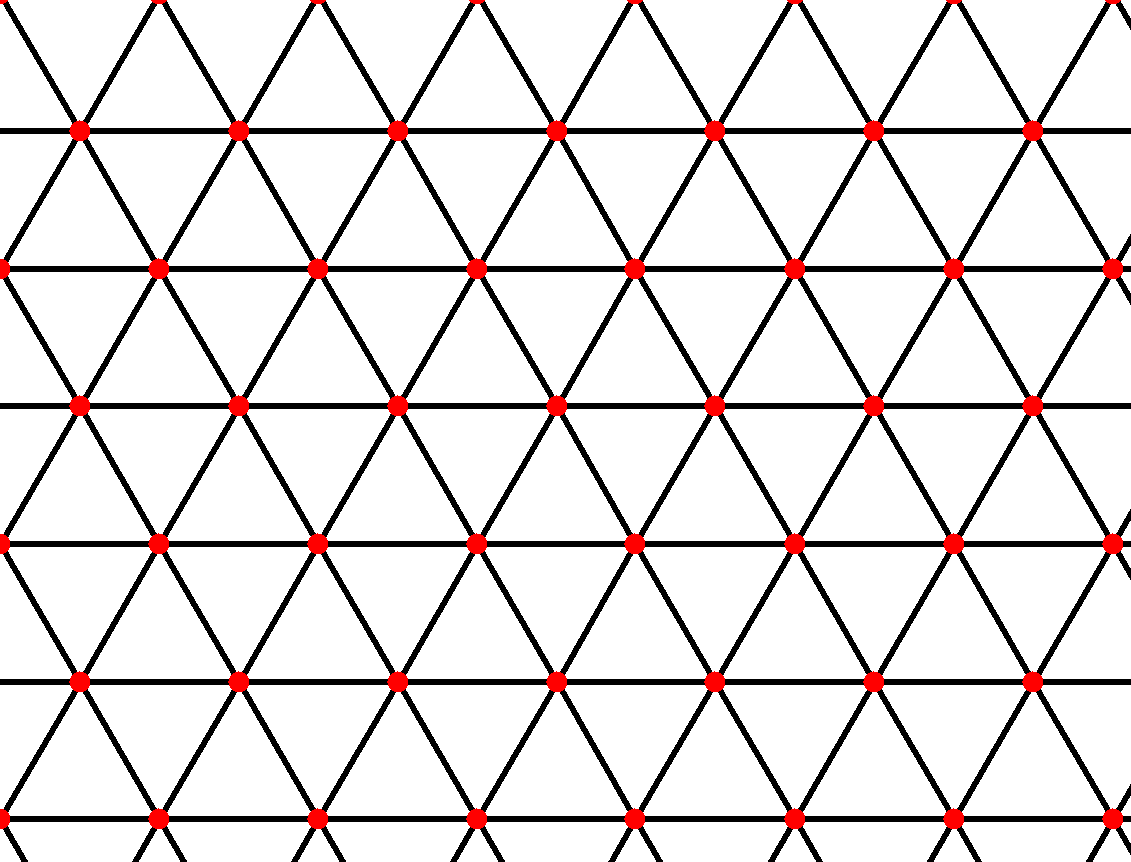
三角形半無限邊形鑲嵌與截半六邊形鑲嵌和六邊形半無限邊形鑲嵌的頂點排列
截半六邊形鑲嵌
三角形半無限邊形鑲嵌
六邊形半無限邊形鑲嵌
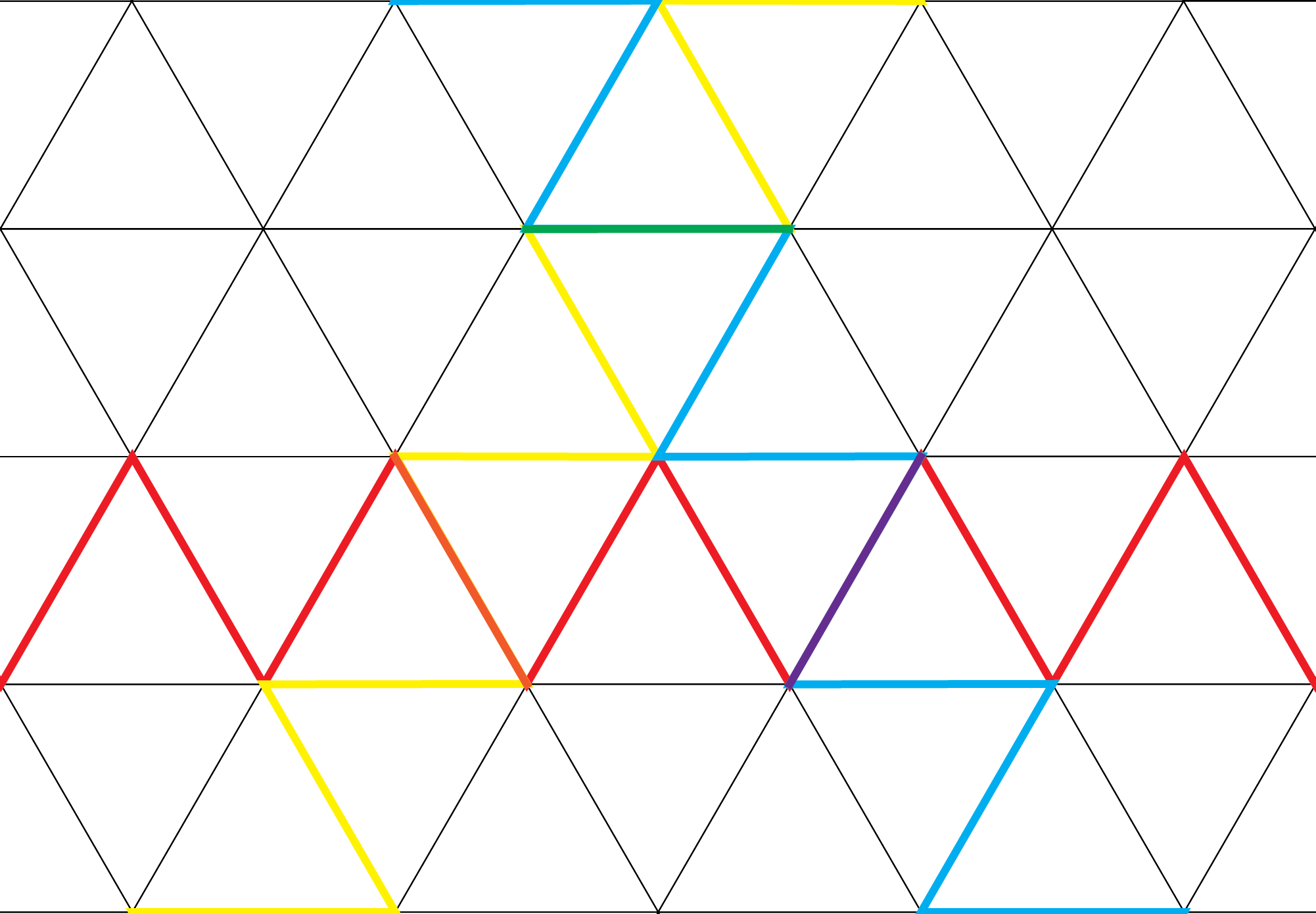
皮特里三角形鑲嵌

雙三角形半無限邊形鑲嵌與正三角形鑲嵌和皮特里三角形鑲嵌共用相同的頂點排列。

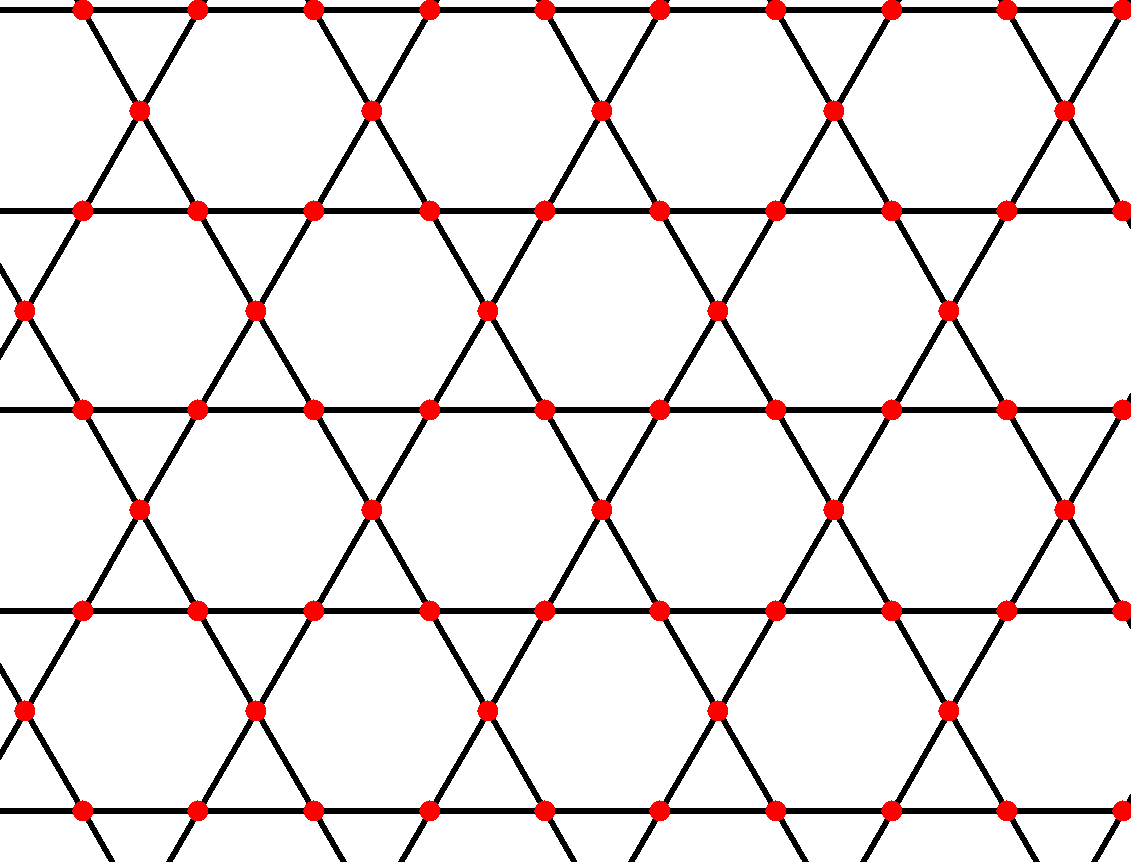
三角形半無限邊形鑲嵌與截半六邊形鑲嵌和六邊形半無限邊形鑲嵌的頂點排列
- h{6,3}
雙三角形半無限邊形鑲嵌的一種形式
雙三角形半無限邊形鑲嵌的另一種形式
六邊形半無限邊形鑲嵌

- 皮特里三角形鑲嵌

### 皮特里三角形鑲嵌
皮特里三角形鑲嵌是正三角形鑲嵌的皮特里對偶，可以透過將原有三角形鑲嵌上取皮特里多邊形構成，換句話說，皮特里三角形鑲嵌為由正三角形鑲嵌的皮特里多邊形構成的幾何結構。

組成皮特里三角形鑲嵌的扭歪無限邊形

皮特里三角形鑲嵌可以視為一種由扭歪無限邊形組成的廣義正多面體，對應的扭歪內角為60度，且每個頂點都是6個扭歪無限邊形的公共頂點，對應的皮特里多邊形為三角形，這樣的拓樸結構在施萊夫利符號中可以用{∞,6}3來表示。

皮特里三角形鑲嵌的每個頂點都是6個扭歪無限邊形的公共頂點

### 複無限邊形
複無限邊形是指邊數為正無窮大的複多邊形。有兩種複無限邊形頂點排佈與三角形半無限邊形鑲嵌及截半六邊形鑲嵌相同。複無限邊形的一個特點是其邊可以包含多於2個頂點，如三元邊。正複無限邊形在施萊夫利符號中可以記為p{q}r，其中p、q、r滿足等式1/p + 2/q + 1/r = 1。在這個符號中，p表示每個邊由p個頂點構成，頂點的排列方式同於正多邊形；r表示其頂點圖為r邊形。
|          |         |
| 3{12}2 · | 6{6}2 · |

## 外部連結
- 關於皮特里三角形鑲嵌，可參考YouTube上的《普通空間中的48種正多面體》（英文）